# Коннер Прінс
Коннер Прінс (англ. Conner Prince, 28 березня 2000, Форт-Верт) — американський стрілець, срібний призер Олімпійських ігор 2024 року.

## Виступи на Олімпіадах
| Олімпіада  | Дисципліна  | Місце |
| ---------- | ----------- | ----- |
| Париж 2024 | скит        | 2     |
| Париж 2024 | скит, мікст | 6     |